# 秧歌 (小說)
《秧歌》是張愛玲於1955年創作的小說，描寫小村莊農人金根一家在飢餓之中掙扎求存的故事，反映了土改後中國大陸的農村生活。小說最初以英文寫作發表，後由張愛玲本人譯成中文。

## 故事簡介
該書描寫中國共產黨治下的農村生活，農民面對鄉村幹部、軍人、農會等多方剝削，艱難渡日。故事背景設定於土改完成之後。以譚村的農民金根和其妻月香為主要人物。金根為人訥言而善良，是村裡的勞模——勞動模範。月香則精明而善於處事，本在上海幫傭維生，後因聽信人民政府「窮人翻身」的說法而「還鄉生產」。其時各路的重利盤剝雖已解除，卻又由地方政府總其成，又常有些不得不參加的政治活動。村民雖由原地主手中分得田地、農具、及一些無用奢侈品，但因政府的統購統銷，稼穯維艱，對自身經濟情況並無助益。在貧困的小鄉村中，鄉親們相濡以沫，但普遍性的困頓使大家誰也幫不了誰。反不如本來還有土財主時可堪救濟。村裡的領導王霖同志，和下鄉取材的劇作家顧岡對於自身的過去各有心病，對於並不知其底細的對方也有所提防。在人為的飢饉中，所有人都因基本生理需求不得滿足而氣怒，原有的人情禮數只會拖累自己。顧岡不得不經常藉故到鎮上，進點私房點心解飢。這樣的行為改變了周遭的人對他的看法。最終，爲了給四鄉的軍屬拜年，農會給每家攤派半只豬和四十斤年糕的不樂之捐。因搜刮過甚，激起民變，王同志不得不率同民兵對糧倉中搶糧的老百姓放槍，民眾逃散。事後為求卸責，聲稱是“反革命份子”所為。金根負傷，夫婦出逃，女兒阿招在混亂中被人群踩踏致死。月香求金根之妹金花收留未果。逃不動的金根為免禍延妻子，趁隙投水自盡。一無所有的月香復逃回兩夫妻的家中。當晚有個女人燒掉了村中的糧倉，自己也被民兵趕入火海之中。王同志又徵了一筆錢善後，顧岡利用整個故事寫成了劇本。

## 寫作背景及爭議
陈子善称，张爱玲於1950年夏季曾经参加上海文艺代表团到苏北农村土改两个月，李开第、魏绍昌、袁良骏三人也曾經提及张爱玲参加过土改，惟祝淳翔在《东方早报》的文章認為此事可疑，也有人認為《秧歌》是美国新闻处委托张爱玲写的，惟陈晓勤在《南方都市报》的文章則认为此说不正确，而美國新聞處的相關負責人也否認了這種講法。關於張愛玲描述土改真實性的問題，中國大陸以外的意見一般認為真實，而中國大陸的早期意見則是質疑，但這種情況在近年來有所轉變。

## 評價
胡適於一九五五年一月二十五日給張愛玲的信中說：
此書從頭到尾寫的是“飢餓”，——書名大可以題作“餓”字，——寫的真細緻，忠厚，可以說是寫到了“平淡而近自然”的境界。近年我讀的中國文藝作品，此書當然是最好的了。